# Lizzi Damgaard
Lizzi Damgaard (født 15. september 1967) er en dansk brodøse.
Damgaard blev inspireret til blive brodøse da hun gik et halvt år på Skals Håndarbejdskole, og blev efterfølgende uddannet til håndarbejdslærer med broderi som hovedfag på Håndarbejdets Fremmes Seminarium i 1991. Hun har været brodøse på Selskabet for Kirkelig Kunsts systue siden 1993 og var selskabets leder fra 2005 til hun trådte tilbage som leder i 2022. Damgaard etablerede i 2005 Broderiskolen i København.
Damgaard har med sine kollegaer lavet flere kirketekstiler til dronning Margrethe, blandt andet en violet og rød messehagel til Aarhus Domkirke, et antependium i Wittenberg Slotskirke, fire messehagler og et stort guldanker på antependiet i Holmens Kirke samt en messehagel til Den Danske Kirke i London.
22. november 2022 blev Damgaard udnævnt til Ridder af Dannebrog.